# Pilot (société de production)
Pour les articles homonymes, voir Pilot.
Pilot (en russe : Пилот)  est une société russe de production de films d'animation fondée en 1988. 

## Historique
Fondé le 21 septembre 1988 par le réalisateur Alexander Tatarski, l'artiste Igor Kovalev et le critique d'art Anatoly Prokhorov, Pilot devient au tout début des années 1990 le premier studio d'animation privé en Russie.
Jusqu'à sa mort en 2007, Alexander Tatarski fut le directeur artistique permanent du studio, ensuite ce poste a été occupé par Édouard Nazarov, puis - par Sergueï Merinov.
En 2004-2006, le studio réalise le plus grand projet de l'histoire de l'animation russe, La Montagne de Pierres Précieuses - 85 dessins animés de 13 minutes chacun, d'une durée totale de plus de 11 heures. Chaque épisode est un conte de fées d'un des peuples de Russie.

## Liste des animateurs
(en cours d'élaboration)
- Natalia Berezovaïa
- Konstantin Bronzit

## Liste des films
(liste non exhaustive)
- 1990 : Hen His Wife (Его жена курица)
- 1994 : Switchcraft
- 1994 : Gagarin (Гагарин)
- 2014 : Le Porcelet (Поросёнок)